# Loretánská kaple v Horšovském Týně
Loretánská kaple v Horšovském Týně na Domažlicku byla založena baronem Kryštofem mladším Popelem z Lobkovic roku 1584. Podle data založení se usuzuje, že byla první stavbou svého druhu v českých zemích. Zámožný Lobkovic postavil loretánskou kapli v upomínku na svoji cestu do italského Loreta a umístil stavbu poblíž svého renesančního zámku, ve vrchní části areálu svažité zámecké zahrady (tj. dnešního zámeckého parku), na okraji obory. Společně s cenným zámeckým areálem je nástupce lorety – panský pavilon – památkově chráněn. Od roku 1995 má celý zámecký areál status národní kulturní památky.

## Historie
Kapli v roce 1636 vysvětil pražský pomocný biskup Šimon Brosius z Horštejna.
Historik Jan Bukovský soudí, že zdejší loreta byla zcela zbořena již roku 1787. Stalo se tak v souvislosti s církevními reformami císaře Josefa II. Dle úsudku profesora Bukovského pak na jejím místě nově vystavěný panský pavilon (altán, gloriet neboli besídka), nemá s původní svatyní nic společného. Nová stavba, mající pocházet z roku 1800, totiž uspořádáním oken a dalšími znaky vůbec nepřipomíná církevní stavby. Proti závěrům profesora Bukovského stojí informace z turistické cedule, kterou k bývalé kapli před časem nainstalovalo (zřejmě) město Horšovský Týn. (Podobné informace najdeme i na jeho městském webu.) Podle infocedule byla po josefinských reformách za knížat z Trauttmansdorffu zdejší loreta pouze odsvěcena a po roce 1787 byla přestavěna na panský vyhlídkový altán. Podle tohoto zdroje by tedy ve zdech altánu loreta přece jen přežila. Tato verze se ovšem v odborných pracích historiků neobjevuje.
Jméno pavilonu, nazývaného Na Loretě, pak dodnes odkazuje na původní církevní účel stavby.

## Popis stavby
Půdorys dnešního centrálního pavilonu se od klasické obdélníkové lorety velmi odlišuje, neboť je oktogonální (viz obrázek). Vlastní stavba je oproti loretám i značně převýšená (tj. patrová). V přízemí byla vstupní nízká prostora, v patře pak vyhlídkový sál, zaklenutý klenbou, který byl přístupný vnějším schodištěm. Na stropě i stěnách se uchovaly dvě vrstvy uměleckých maleb. Zakrytou starší vrstvu překrývá poničená dekorativní výmalba z 19. století. Z truhlářského vybavení se zachovaly pouze fragmenty oken v patře. Na nárožích je pavilon členěn toskánskými pilastry a stavbu korunuje osmiboká lucerna s jednoduchou cibulovou bání.

### Historický nápis
Loreta bývala považována za zničenou, v pramenech byl uváděn pouze nápis:
„Leta od narozenj Božiho 1584. Wegmeno Swate a nerozdilne Trogice, a chwale blahoslavene Pannie Marigy Rodicze Božy genž slowe z Loretu, založen a wystawen gest tento kostelik nakladem urozeného Pana Pana Kristoffa mladschiho z Lobkowicz na Teynie Horssowskem, Bilinie a tachowie, atd…“
Roku 1972 byly fragmenty tohoto nápisu objeveny při vyjmutí podlahy prvního patra. Tyto zbytky jsou patrny nad zazděným portálem vlevo od vstupu.

## Současný stav
V květnu roku 2011 měl pavilon sice opravenou střechu, ale okna byla vysklená a interiér byl značně zanedbaný. Jak lze vyčíst z přiložené fotografie, ve stejném stavu se stavba nacházela i v roce 2013. Památka byla v těchto letech volně přístupná.